# Acacia subcaerulea
Acacia subcaerulea é uma espécie de leguminosa do gênero Acacia, pertencente à família Fabaceae.